# 免签证计划

美國與美國領地
自由聯合協定（遷徙自由）
不需簽證（6個月）
免簽證計劃（90日）
不需簽證但需提供刑事紀錄證明（6個月）
需提供簽證

免签证计划（英語：Visa Waiver Program，縮寫：VWP）是美国的一项簽證優惠计划，其允許計畫參與國家的公民或國民，出于旅游或商务的需要前往美國旅行時，可以使用美國國土安全部設立的旅遊許可電子系統（Electronic System for Travel Authorization，ESTA）線上取得旅遊許可，而無須向美國駐外機構申請美國簽證，它適用於美國本土五十個州、哥倫比亞特區、波多黎各和美屬維京群島，以及關島和北馬里亞納群島，這些屬地還有一項針對更多國家的免簽計畫；美屬薩摩亞也有類似但獨立的計畫。
目前免簽證計畫共有43個參與國家（participating countries），所有的參與國家都有較高的人类发展指数而且大多被认为是发达国家。其中臺灣因為《臺灣關係法》的條文，適用美国法律中國家的待遇，於2012年11月1日成為免簽證計畫參與國家。

## 历史
出于方便前往美国的旅行及短期商务访问的目的，同时使得主管美國駐外機構的美国国务院能够把更多的领事资源分配给更高级别的危机，于1986年启动了免签证计划。
要想在免签证计划下有资格豁免签证，向美国提出申请的旅行者必须是美国司法部长指定并且与美国国务卿协商过后的「參與國家」（participating countries）的公民（citizen）或國民（national），注意如果僅持有參與國家的永久居民则不符合资格。美國《移民與國籍法》第217条(c)项详细说明了被指定为计划国家的标准 （Title 8 U.S.C. §1187）。这项标准强调护照安全性（採用生物特徵護照避免偽造變造護照，且實施本人親自申辦護照制度避免冒領冒用護照）以及非常低的非移民签证拒绝率：即美國《移民與國籍法》第217条(c)(2)(A)说明的不超过3%。候選國需與美國簽定交換反恐資訊、合作打擊嚴重犯罪及遺失護照資訊交換等協定。
2006年11月美国国土安全部宣布旅遊許可電子系統将会进一步发展，将使得旅行者预先提供更多他们赴美旅行的相关信息给美国政府。而作为回报，旅行者将通过線上申請获得免簽證赴美旅行的许可。这项计划将仿效澳大利亚已实行多年的类似计划—电子旅行许可计划。
2016年1月21日，依據《2015年改善免簽證計畫暨防範恐怖份子旅行法案》新增規定，下列兩類旅客將不再符合資格使用免簽證計畫前往美國或入境美國，需先申請美國簽證：
- 在2011年3月1日當天或之後曾赴伊朗、伊拉克、朝鲜、利比亚、索马里、也门、蘇丹。敘利亞等8國旅行或停留的免簽證計畫參與國家的公民。
- 同時也具有伊朗、伊拉克、朝鲜、蘇丹、敘利亞等5國之一國籍的免簽證計畫參與國公民。

2021年1月12日，古巴被加入限制國家清單，於該日或之後曾赴古巴旅行或停留，或同時也具古巴國籍的免簽證計畫參與國公民不再符合資格使用免簽證計畫。

## 免簽證計畫參與國家

### 參與國家
目前有43个国家被指定为免签证计划参与国家：
| - 欧洲联盟成員國 · （不包括罗马尼亚、保加利亚、賽普勒斯；其中罗马尼亚曾计划于2025年3月31日加入，但后被搁置并取消；另出生在海外的匈牙利國民不適用旅遊許可電子系統） |                                              |                                                                                              |
| - 安道尔 - 智利 - 冰島 - 以色列 | - 日本 - 列支敦斯登 - 摩納哥 - 新西兰 - 挪威 | - 圣马力诺 - 新加坡 - 瑞士 - 臺灣 （僅限設有臺灣戶籍的中華民國國民） - 英国 （僅限英國公民） |

此项资格随时可以撤销，这通常是发生在美国认为某个国家的公民可能不遵守免签证计划的限制要求（例如未获得允许而私自打工或者超期在美国停留）。也因此考虑到阿根廷发生的金融危機可能使得该国公民利用此项计划非法移民到美国，阿根廷的免签证计划参与资格在2002年被撤销。基于同样的原因乌拉圭参与此项计划的资格在2003年被吊销。

### 歷年修訂
- 1988年7月1日，英国成為第一個受惠於免簽證計劃的國家，但僅限於英國公民護照持有人。
- 1988年12月15日，日本加入。
- 1989年7月1日，法国加入。
- 1989年7月15日，西德（1990年10月3日兩德統一後對整個德国適用）、瑞典等2國加入。
- 1989年7月29日，意大利、荷兰等2國加入。
- 1991年10月1日，安道尔、奥地利、比利时、丹麦、芬兰、冰岛、列支敦士登、卢森堡、摩纳哥、新西兰、挪威、圣马力诺、西班牙等13國加入。
- 1993年7月29日，文莱加入。
- 1995年4月1日，爱尔兰加入。
- 1996年7月29日，澳大利亚加入。
- 1997年9月30日，斯洛文尼亚加入。
- 1999年8月9日，葡萄牙、新加坡等2國加入。

美国国土安全部在2008年6月宣布他们已经与8个国家签署了谅解备忘录，因此这些国家将在2008年的某些时候参与免签证计划。这些国家包括：捷克、爱沙尼亚、拉脱维亚、斯洛伐克、立陶宛、匈牙利、马耳他和韩国。在2008年6月17日，美国国土安全部还与保加利亚签署了免签证计划临时公告。
- 2008年11月17日，韓國、捷克、匈牙利、愛沙尼亞、立陶宛、拉脫維亞、斯洛伐克等7國加入。
- 2008年12月30日，馬爾他加入。[11]
- 2010年4月5日，希臘加入。[12]
- 2012年11月1日，臺灣加入，但僅限於設有臺灣戶籍的中華民國國民。[13][14]美国国务院援引《臺灣關係法》第四條(b)(1)中「當美國法律中提及外國、外國政府或類似實體、或與之有關之時，這些字樣應包括臺灣在內，而且這些法律應對臺灣適用」，認定臺灣符合《移民與國籍法》第217條對國家的資格要求。
- 2014年2月28日，智利加入。[15]
- 2019年11月11日，波兰加入。[16]
- 2021年10月23日，克罗地亚加入。[17]
- 2023年10月19日，以色列加入。[18]
- 2024年11月21日，卡塔尔加入。

另外其他兩個國家曾經加入後又被取消
- 阿根廷曾于1996年7月8日加入，于2002年2月21日被取消资格。
- 乌拉圭曾于1999年8月9日加入，于2003年4月15日被取消资格。

### 候選國家
从2005年起，美国国务院与下列免签证导向国家商讨免签证事宜，考虑将这些地区纳入免签证国家和地区。这些国家包括：
- 欧洲： 羅馬尼亞、 保加利亚、 賽普勒斯（此三國為僅剩未加入的歐盟成員國）
- 南美洲： 阿根廷（曾經在1996年—2002年加入）、 巴西、 乌拉圭（曾經在1999年—2003年加入）

#### 特殊個案
土耳其曾經是免簽證計劃候選國之一，但在2024年被剔除。
香港目前為唯一符合其他基本條件，但是因為其所屬主权国家中華人民共和國不合資格，而無法參與免簽證計畫的属地。港美雙方曾於2011年商討有關問題，並獲美方正面回應。及後，美國當局於2013年打算修例，以針對香港的特殊地位給予免簽，並已通過参议院司法委员会。但是後來因為在2013年6月，披露美國國家安全機密的爱德华·斯诺登借道香港逃亡俄罗斯，香港特區政府並未配合美國對其進行逮捕，使美港關係急凍後不了了之。2015年8月10日，美國駐港澳總領事夏千福在接受《南華早報》採訪時表示，免簽政策「不會很快發生」，因為免簽法要求參與者必須是「主權國家」，而香港並不是，從而終止了香港加入該計劃的可能性。

## 其他美國簽證豁免計畫

### 鄰近島國的公民
- 巴哈马：當地公民若經當地美國預先清關設施前往美國，並在入境時出示无犯罪记录证明（適用於14歲以上人士），便可免簽入境。[21][22]
- 百慕大：當地的英國海外領土公民可以免簽入境美國，並滯留最多180天。[23]
- 英屬維爾京群島：當地的英國海外領土公民可免簽入境美屬處女群島。若果他們計劃前往美國其他領土旅行，需要向美國邊防出示无犯罪记录证明，方可入境。[21]
- 开曼群岛：當地英國海外領土公民若直接從當地出發，中途沒有停留他國，並在入境美國時出示无犯罪记录证明，便可免簽入境。[21]
- ：當地的英國海外領土公民，若果直接從當地出發，中途沒有停留，在入境美國時出示无犯罪记录证明，便可免簽入境美國。[21]

### 自由聯合協定國家的公民
以下與美國簽訂自由聯合協定的國家之公民（包括在當地定居至少5年的歸化公民，但不包括通過投資計劃取得當地公民身份的人士），可以免簽入境美國，並可以自由工作、就學和居住，甚至可以申請加入美軍：
- 马绍尔群岛
- 密克羅尼西亞聯邦
- 帛琉

### 加拿大公民
加拿大公民是可以在没有签证的情况下进入美国的。
加拿大公民进入美国，不需要被提取指纹，也不需要持有机器可读的护照。加拿大公民还可以在没有护照的情况下，在美国滞留六个月。
在2007年1月23日前，持有有效带相片的身份证件的加拿大公民，可以通过提供证明其加拿大国籍的出生证明进入美国，而不需要出示护照。北美其他国家的公民，如墨西哥和百慕大，则必须持有带有合法签证或者边境卡的护照才可以入境。在2007年1月23日后，加拿大公民如果乘飞机进入美国，则必须携带护照。
至2009年6月1日，加拿大公民若想从陆地或者水路进入美国，则必须持有下列中一项：护照、NEXUS卡（常旅客项目）、FAST（自由安全贸易）卡、增强型驾驶执照（EDL）、印第安身份证明（该证明由美国出具）或其他被认可的国籍及身份证明。加拿大公民若搭乘飞机进入美国，需要出示有效护照或者NEXUS卡。NEXUS卡只能在有识别NEXUS卡设备的美国或加拿大机场使用。16岁以下的公民，或者在一个由学校组织的旅行团队中的19岁以下公民，若从陆地或者水路由加拿大进入美国，则可以只出示出生证明或其它国籍证明。

### 關島和北馬里亞納群島（塞班島）免簽證計劃
以下國家或地區的公民在進入關島、北馬里亞納群島（塞班島）兩美國屬地可適用免簽證
- 香港（須同時攜帶香港永久性居民身份證併同香港特區護照或英國國民（海外）護照）
- 日本
- 马来西亚
- 瑙鲁
- 新西兰
- 新加坡
- 臺灣（須由台灣起飛直接前往關島或塞班島，中途沒有轉機或停留；必須同時攜帶中華民國國民身分證併同中華民國護照）
- 英国（須為英國公民）

以下國家或地區的公民在進入北馬里亞納群島（塞班島）美國屬地可適用免簽證
- 中国在特别入境许可条款下，中华人民共和国护照持有者在入境北马里亚纳群岛时免簽證，入境期限为14天。